# II. třída okresu Chomutov 2003/2004
V soubojích fotbalové II. třídy okresu Chomutov 2003/2004, jedné ze skupin 8. nejvyšší fotbalové soutěže, se utkalo 14 týmů dvoukolovým systémem podzim – jaro. Tento ročník skončil v červnu 2004. Postup si zajistily první tři týmy TJ Sokol Vilémov, SK Málkov a 1. SK Jirkov, nikdo nesestoupil, soutěž byla v následujícím ročníku rozšířena na 16 týmů.

## Výsledná tabulka
| Poř. | Tým                          | Z  | V  | R | P  | VG | OG | B  |
| ---- | ---------------------------- | -- | -- | - | -- | -- | -- | -- |
| 1.   | TJ Sokol Vilémov             | 26 | 19 | 3 | 4  | 72 | 19 | 60 |
| 2.   | SK Málkov                    | 26 | 17 | 6 | 3  | 58 | 24 | 57 |
| 3.   | 1. SK Jirkov                 | 26 | 15 | 5 | 6  | 72 | 34 | 50 |
| 4.   | 1. FC Spořice                | 26 | 14 | 5 | 7  | 50 | 38 | 47 |
| 5.   | 1. FKP Chomutov              | 26 | 13 | 5 | 8  | 43 | 47 | 44 |
| 6.   | TJ Slavoj Droužkovice        | 26 | 11 | 4 | 11 | 38 | 42 | 37 |
| 7.   | Sokol Úhošťany               | 26 | 8  | 7 | 11 | 51 | 57 | 31 |
| 8.   | TJ Sokol Kotvina             | 26 | 9  | 4 | 13 | 47 | 69 | 31 |
| 9.   | TJ Baník Březenecká Chomutov | 26 | 8  | 6 | 12 | 46 | 50 | 30 |
| 10.  | TJ Sparta Radonice           | 26 | 8  | 5 | 13 | 46 | 53 | 29 |
| 11.  | TJ Sokol Otvice              | 26 | 8  | 5 | 13 | 38 | 47 | 29 |
| 12.  | FK Rašovice                  | 26 | 7  | 3 | 16 | 41 | 67 | 24 |
| 13.  | TJ Sokol Březno „B“          | 26 | 6  | 4 | 16 | 43 | 74 | 22 |
| 14.  | SK Strupčice                 | 26 | 5  | 6 | 15 | 46 | 70 | 21 |

Poznámky:
- Z = Odehrané zápasy; V = Vítězství; R = Remízy; P = Prohry; VG = Vstřelené góly; OG = Obdržené góly; B = Body; (S) = Mužstvo sestoupivší z vyšší soutěže; (N) = Mužstvo postoupivší z nižší soutěže (nováček)

|  | Postup do I. B třídy Ústeckého kraje 2004/2005 |
|  | Sestup do III. třídy okresu Chomutov 2004/2005 |